# Вільям Волслі (офіцер Королівського флоту)
Адмірал Вільям Волслі (1756 – 1842) був англо-ірландським морським офіцером Королівського флоту.

## Життя і служба
Вільям Волслі, з ірландської гілки старої стаффордширської родини Волслі, народився 15 березня 1756 року в Аннаполісі в Новій Шотландії, де його батько, капітан Вільям Невілл Волслі, з 47-го піхотного полку, тоді був у гарнізоні. Його матір'ю була Енн, сестра адмірала Філіпса Косбі. У 1764 році родина повернулася до Ірландії; а в 1769 році Вільяма, який навчався в школі в Кілкенні, взяли на борт корабля «Ґудвіл» у Вотерфорді, яким командував зять його батька, лейтенант Джон Б'юкенен. Через два роки, коли служба на «Ґудвілі» скінчилась, його дядько Косбі відправив Волслі до морської школи у Вестмінстері, з якої через кілька місяців він приєднався до команди Портленда і вирушив у плавання на Ямайку. Він повернувся до Англії на кораблі «Принцеса Амелія» і у вересні 1773 року вже був на юорту 50-гарматного корабля «Солсбері» разом з коммодором [сером] Едвардом Г'юзом, головнокомандувачем у Ост-Індії. «Солсбері» повернувся додому наприкінці 1777 року, і Волслі, склавши іспит, 11 червня 1778 року отримав звання молодшого лейтенанта «Дюка», що входив до складу флоту Кеппела у липні, хоча 27 числа корабель заплив так далеко з підвітряного боку, що не брав участі в морській операції. Коли осінній круїз підійшов до кінця, Волслі, на пропозицію сера Едварда Г'юза, тодішнього головнокомандувача в Ост-Індії, змінив флагмана на «Вустері», одному з кораблів його ескадри. 
Після деякої служби в боротьбі з піратами в індійських морях він командував ротою військово-морської бригади під час облоги Негапатам у жовтні 1781 року та знову під час штурму форту Остенбург, Трінкомалі, 11 січня 1782 року, коли він був під час бою важко поранений у груди зарядом шроту з дробовика і залишений серед мертвих у рові. На щастя, його знайшли наступного дня і перенесли на борт «Вустера». Невдовзі після цього його перемістили на «Суперб», флагман Г'юза, і на ньому Волслі брав участь у перших чотирьох боях під командою Андре де Сюффрена. Після останнього з них, 3 вересня 1782 року, його підвищили до командира пожежного корабля «Комбащен», а 14 вересня призначили на фрегат «Ковентрі», який у ніч на 12 січня 1783 року натрапив на французький флот на Ґанджам-Роудс, прийнявши кораблі за індійські, і потрапив у полон. Сюффрен поставився до Волслі по-людськи, відправивши його в полон на Маврикій. Незабаром після цього його перевели до Бурбона, де утримували до оголошення миру. Потім він перебрався на остріва Св. Єлени на французькому транспорті, а тоді додому в Ост-Індію.
У 1786 році він був призначений на «Трасті», готуючись у Портсмуті до участі у великій ескадрі його дядька Філіпса Косбі. Після трирічної роботи в Середземному морі Trusty повернувся додому і отримав розрахунок. У 1792 році Волслі був призначений на фрегат «Ловстофт», де в перші місяці 1793 року він провадив конвой у протоці Святого Георга. Потім його відправили приєднатися до лорда Гуда в Середземне море; де він брав участь в облозі Тулона, і 30 вересня, перебуваючи під командуванням коммодора Лінзі, зайняв знамениту вежу Мортелла, яку, передану корсиканцям, знову відбили французи приблизно через три тижні, а 8 лютого 1794 року з неї обстріляли 74-гарматний корабель «Фортитьюд», завдавши йому серйозних втрат і пошкоджень. Вежу, однак, незабаром після цього захопив десант під командуванням Волслі. Через кілька днів його перевели на «Імпер'єз», який повернувся додому наприкінці року. Він сподівався бути знову призначеним на цей корабель; але через попередню протекцію з боку Гуда він певною мірою розділив недоброзичливість Адміралтейства до звільненого адмірала, так що майже п'ять років він залишився поза службою.
Наприкінці 1795 року він одружився з Джейн, дочкою Джона Мура з Клаф-Гауза, графство Даун, онукою шотландського офіцера, полковника Мюїра, який служив в Ірландії за Вільяма III і отримав ґрант на землю. Він зайняв невелике місце біля Клаф-Гауза і жив там у відставці, за винятком періоду повстання 1798 року, коли він командував ротою добровольців, яка брала участь у «битві при Баллінагінчі». На початку 1799 року його призначили на 74-гарматний корабель «Террібл», один із флоту Ла-Маншу під командуванням лорда Брідпорта, а в 1800 році — під командування лорда Сент-Вінсента. У грудні 1800 року його перемістили на «Сент-Джордж», але на тому кораблі, який був обраний флагманом лорда Нельсона, у лютому 1801 року Волслі було переведено на «Сан-Джозеф», ця служба закінчилась після підписання Ам'єнського миру. Згодом він командував Морськими оборонцями округу Шеннон до свого підвищення в чині контр-адмірала 23 квітня 1804 року. Потім він був призначений командиром Морських оборонців усієї Ірландії, звідки пішов у відставку наприкінці 1805 року. У нього більше не було роботи, але він отримав звання віце-адмірала 25 жовтня 1809 року та адмірала 12 серпня 1819 року.
Навесні 1842 року стара рана, отримана шістдесят років тому під час штурму форту Остенберг, відкрилася і не гоїлася. Хірурги прийшли до висновку, що в рані повинно було щось залишитися, і в результаті операції витягли зазубрений шматок свинцю і шматок тканини. Однак рана все ж не гоїлася. Поступово втрачаючи сили, він помер у Лондоні 7 червня 1842 року. Тоді він був старшим за званням адміралом. Його дружина померла кількома роками раніше, залишивши двох синів і двох дочок. Його портрет, написаний у Парижі в 1840 році Жюлем Лором, успадкувала його онука.